# Javier Vargas
Javier Vargas (22 de novembre de 1941) és un exfutbolista mexicà.

## Selecció de Mèxic
Va formar part de l'equip mexicà a la Copa del Món de 1966.